# Humphrey Lake (British Columbia)
Der Humphrey Lake ist ein See in der Stikine Region, im Nordwesten der kanadischen Provinz British Columbia. Der See befindet sich im südlich der Vital Range, einem Teilbereich des Gebirgszuges der Hogem Ranges in den Omineca Mountains. Der Humphrey Lake stellt eine Ausweitung des Kenny Creek dar. Der Zufluss erfolgt über den Kenny Creek aus Westen und über den Humphrey Creek aus nördlicher Richtung. In östlicher Richtung fließt erfolgt der Abfluss über den Kenny Creek in den Tom Lake.
Am Humphrey Creek wurde nach Seifengold gesucht, jedoch wurde keine Goldproduktion gemeldet.